# Рабинівка
Рабинівка (пол. Rabinówka) — село в Польщі, у гміні Томашів Томашівського повіту Люблінського воєводства.
Населення — 394 особи (2011).

## Історія
Первісним населенням Рабинівка були русини, які компактно проживали на своїх історичних землях. 
У 1975—1998 роках село належало до Замойського воєводства.

## Демографія
Демографічна структура станом на 31 березня 2011 року:
|          | Загалом | Допрацездатний вік | Працездатний вік | Постпрацездатний вік |
| -------- | ------- | ------------------ | ---------------- | -------------------- |
| Чоловіки | 212     | 50                 | 148              | 14                   |
| Жінки    | 182     | 37                 | 112              | 33                   |
| Разом    | 394     | 87                 | 260              | 47                   |